# Cryptogramma bithynica
Cryptogramma bithynica är en kantbräkenväxtart som beskrevs av S.Jess., L.Lehm. och Bujnoch. Cryptogramma bithynica ingår i släktet Cryptogramma och familjen Pteridaceae. Inga underarter finns listade.